# Кастельнуово-ді-Конца
Кастельнуово-ді-Конца (італ. Castelnuovo di Conza) — муніципалітет в Італії, у регіоні Кампанія, провінція Салерно.
Кастельнуово-ді-Конца розташоване на відстані близько 270 км на південний схід від Рима, 90 км на схід від Неаполя, 50 км на схід від Салерно.
Населення — 626 осіб (2014).
Щорічний фестиваль відбувається 6 грудня. Покровитель — святий Миколай.

## Демографія
Населення за роками:

Станом на 1 січня 2023 року в муніципалітеті офіційно проживав 41 іноземець з 8 країн, серед них 26 громадян країн Євросоюзу та 1 громадянин України.

## Сусідні муніципалітети
- Капозеле
- Теора
- Конца-делла-Кампанія
- Лав'яно
- Пескопагано
- Сантоменна